# Clásico RCN 2011
Clásico RCN Comcel 51 años o El Clásico RCN 2011 fue la quincuaunésima edición del Clásico RCN. Comenzó el 30 de septiembre en la ciudad de Neiva con una contrarreloj por equipos, y concluyó en Medellín el 9 de octubre.
Al igual que el año anterior la organización siguió con el récord de 20 equipos inscritos esta vez para la edición 51° de Clásico RCN. 

## Equipos participantes
Participaron 20 equipos, todos ellos colombianos excepto 1 venezolano (Venezuela Formesan ESSA). Entre ellos a destacar los 3 colombianos profesionales de categoría Continental: Gobernación de Antioquia-Indeportes Antioquia, EPM-UNE y Movistar Continental. Los equipos participantes fueron:
| Equipo                                        | Jefes de filas     |
| --------------------------------------------- | ------------------ |
| GW Shimano                                    | Félix Cárdenas     |
| Formesan IDRD Liga de Ciclismo de Bogotá      | Brian Ramírez      |
| Gobernación de Antioquia-Indeportes Antioquia | Sergio Henao       |
| EPM-UNE                                       | Giovanni Báez      |
| UNE EPM (Sub-23)                              | Edward Beltrán     |
| Redetrans Supergiros                          | Juan Diego Ramírez |
| Boyacá Orgullo de América                     | Freddy Montaña     |
| Fuerzas Armadas-Ejército Nacional             | Jader Betancur     |
| Indeportes Cundinamarca                       | Jefferson Vargas   |
| Venezuela Formesan ESSA                       | José Rujano        |
| Fábrica de Licores de Antioquia Idea (sub-23  | Isaac Bolívar      |
| Club Ciclo Ases                               | Oscar Aya          |
| Movistar Team Continental                     | Carlos Gálviz      |
| San Bernardo del Viento                       | Samuel Cabrera     |
| EBSA Empresa de Energía de Boyacá             | Víctor Niño        |
| Rodando por un Sueño Almacenes Éxito          | Alexander Giraldo  |
| Alcaraván Unidos Gana el Meta American Shop   | Omar Mendoza       |
| Policía Nacional de Colombia                  | Darwin Atapuma     |
| Grupo Elite El Mago Editores                  | Karoll Torres      |
| Gobernación de Boyacá Alcaldía Paipa          | Flober Peña        |

## Etapas
| Etapa   | Fecha            | Recorrido                    | km       | Ganador          | Líder               |
| ------- | ---------------- | ---------------------------- | -------- | ---------------- | ------------------- |
| Prólogo | 30 de septiembre | Neiva-Neiva                  | 8 (CRI)  | Marlon Pérez     | Marlon Pérez        |
| 1ª      | 1 de octubre     | Neiva–Espinal                | 155,7    | Javier Gómez     | Iván Mauricio Casas |
| 2ª      | 2 de octubre     | Girardot-Bogotá              | 142,1    | Sergio Henao     | Sergio Henao        |
| 3ª      | 3 de octubre     | Funza–Tunja                  | 199,7    | Byron Guamá      | Sergio Henao        |
| 4ª      | 4 de octubre     | Firavitoba-Tocancipa         | 180      | Marvin Angarita  | Sergio Henao        |
| 5ª      | 5 de octubre     | Bogotá-Ibagué                | 217,3    | Alejandro Serna  | Sergio Henao        |
| 6ª      | 6 de octubre     | Ibagué–Génova                | 139,4    | Mauricio Ortega  | Sergio Henao        |
| 7ª      | 7 de octubre     | Armenia–Villa Maria          | 132,3    | Rafael Infantino | Rafael Infantino    |
| 8ª      | 8 de octubre     | Chinchina-Itagui             | 172,4    | Rafael Infantino | Rafael Infantino    |
| 9ª      | 9 de octubre     | Medellín–Alto de Santa Elena | 18 (CRI) | Rafael Infantino | Rafael Infantino    |

## Clasificaciones finales
- Las clasificaciones culminaron de la siguiente forma:[11]

### Clasificación general
| Posición | Ciclista          | Equipo                                        | Tiempo    |
| -------- | ----------------- | --------------------------------------------- | --------- |
| 1        | Rafael Infantino  | EPM-UNE                                       | 33h 21'04 |
| 2        | Julián Rodas      | Gobernación de Antioquia-Indeportes Antioquia | + 5' 04"  |
| 3        | Iván Parra        | EPM-UNE                                       | + 5' 40"  |
| 4        | Darwin Atapuma    | Policía Nacional de Colombia                  | + 6' 00"  |
| 5        | Sergio Henao      | Gobernación de Antioquia-Indeportes Antioquia | + 6' 50"  |
| 6        | Mauricio Ortega   | EPM-UNE                                       | + 8' 04"  |
| 7        | Alexander Giraldo | Rodando por un Sueño-Almacenes Éxito          | + 10' 16" |
| 8        | Gregory Brenes    | Movistar Continental                          | + 12' 42" |
| 9        | Óscar Rivera      | UNE-EPM (Sub-23)                              | + 13' 11" |
| 10       | Giovanni Báez     | EPM-UNE                                       | + 13' 12" |

### Clasificación de la regularidad
| Posición | Ciclista         | Equipo                                        | Puntos |
| -------- | ---------------- | --------------------------------------------- | ------ |
| 1        | Sergio Henao     | Gobernación de Antioquia-Indeportes Antioquia | 118    |
| 2        | Rafael Infantino | EPM-UNE                                       | 112    |
| 3        | Darwin Atapuma   | Policía Nacional de Colombia                  | 83     |
| 4        | Iván Parra       | EPM-UNE                                       | 57     |
| 5        | Julián Rodas     | Gobernación de Antioquia-Indeportes Antioquia | 52     |

### Clasificación de la montaña
| Posición | Ciclista         | Equipo                                        | Puntos |
| -------- | ---------------- | --------------------------------------------- | ------ |
| 1        | Rafael Infantino | EPM-UNE                                       | 104    |
| 2        | Mauricio Ortega  | EPM-UNE                                       | 66     |
| 3        | Fabio Montenegro | Venezuela Formesan ESSA                       | 65     |
| 4        | Jonathan Millán  | GW Shimano                                    | 63     |
| 5        | Julián Rodas     | Gobernación de Antioquia-Indeportes Antioquia | 59     |

### Clasificación de los esprints especiales
| Posición | Ciclista         | Equipo                            | Puntos |
| -------- | ---------------- | --------------------------------- | ------ |
| 1        | Byron Guamá      | Movistar                          | 13     |
| 2        | Óscar Sánchez    | GW Shimano                        | 13     |
| 3        | Rafael Infantino | EPM-UNE                           | 6      |
| 4        | Edwin Carvajal   | EPM-UNE                           | 5      |
| 5        | Cristian Talero  | EBSA Empresa de Energía de Boyacá | 5      |

### Clasificación de las metas volantes
| Posición | Ciclista           | Equipo                                        | Tiempo |
| -------- | ------------------ | --------------------------------------------- | ------ |
| 1        | Cristian Talero    | EBSA Empresa de Energía de Boyacá             | 25     |
| 2        | Óscar Sánchez      | GW Shimano                                    | 21     |
| 3        | Remberto Jaramillo | Venezuela Formesan ESSA                       | 18     |
| 4        | Sergio Henao       | Gobernación de Antioquia-Indeportes Antioquia | 15     |
| 5        | Rafael Infantino   | EPM-UNE                                       | 14     |

### Clasificación por equipos
| Posición | Equipo                                        | Tiempo       |
| -------- | --------------------------------------------- | ------------ |
| 1        | EPM-UNE                                       | 100h 16' 10  |
| 2        | Gobernación de Antioquia-Indeportes Antioquia | + 19' 54"    |
| 3        | UNE EPM (Sub-23)                              | + 1h 02' 04" |
| 4        | GW Shimano                                    | + 1h 02' 24" |
| 5        | Movistar Continental                          | + 1h 20' 07" |

### Clasificación de la excelencia
| Posición | Corredor         | Equipo                    |
| -------- | ---------------- | ------------------------- |
| 1        | Fernando Camargo | Boyacá Orgullo de América |